# 北24条桜大橋
北24条桜大橋（きたにじゅうよじょうさくらおおはし）は、北海道札幌市の豊平川に架かる橋。4車線で、両側に歩道が設けられている。
豊平川の道路橋としては36か所目にあたり、長さでは雁来大橋に次いで第2位となる。

## 概要
2011年度（平成23年度）に事業着手し、総事業費174億円を投じて、2023年（令和5年）8月4日に開通した
中央区宮の森を起点とする都市計画道路「宮の森・北24条通」を従前より1160メートル延伸して、東区東雁来の北1条・雁来通（国道275号）と白石区菊水元町の南7条・米里通を結んでいる。
名称は札幌市民からの公募によるもので、白石区側の橋のたもとにある「豊平川桜の杜」に由来し、2020年（令和2年）に決定された。
建設に際しては送出し架設工法が採用された。通常であれば送出し桁の先端に手延べ機を取り付けて行われるところだが、今回は送出し後に手延べ機を解体するための場所がなかったため、手延べ機を使わずに鋼桁の強度を高めて実行するという珍しい工法が用いられた。また橋脚のひとつには、札幌市で施工例の少ないニューマチックケーソン工法が採用された。
上記のように難度の高い工事を完了させたことが評価され、全日本建設技術協会の2023年度全建賞都市部門に選ばれた。

## 諸元
- 路線名 - 都市計画道路3・4・54号宮の森・北24条通
- 道路規格 - 第4種第2級
- 設計速度 - 50 km/h
- 活荷重 - B活荷重（車道部）群衆荷重（歩道部）
- 形式 - 鋼4径間連続細幅箱桁橋
- 橋長 - 318.700 m
  - 支間割 - (65.500 m + 70.000 m + 2×90.000 m)
- 総幅員 - 22.800 m（土工部は29.0 m）
  - 有効幅員 - 22.000 m
  - 車道 - 2×7.000 m（4車線）
    - 車線幅員 - 3.000 m

  - 歩道 - 両側3.500 m
- 橋台 - 逆T式橋台（A1）ラーメン式橋台（A2）
- 橋脚 - 小判型壁式橋脚（P1 - P3）
- 基礎 - 場所打ち杭基礎（A1 - P2・A2）・ニューマチックケーソン基礎（P3）
- 床版 - 合成床版
- 架設工法 - 送出し工法・クレーン架設工法